# 湖北鼠尾草
湖北鼠尾草（学名：Salvia hupehensis）为唇形科鼠尾草属的植物，是中国的特有植物。分布于中国大陆的湖北等地，生长于海拔1,600米的地区，目前已由人工引种栽培。其种加词“hupehensis”意为“湖北的”。